# Гаролд (Флорида)
Гаролд (англ. Harold) — переписна місцевість (CDP) в США, в окрузі Санта-Роза штату Флорида. Населення — 909 осіб (2020).

## Географія
Гаролд розташований за координатами 30°40′35″ пн. ш. 86°50′17″ зх. д. / 30.67639° пн. ш. 86.83806° зх. д. (30.676321, -86.838086).  За даними Бюро перепису населення США в 2010 році переписна місцевість мала площу 38,15 км², з яких 38,04 км² — суходіл та 0,10 км² — водойми.

## Демографія
Згідно з переписом 2010 року, у переписній місцевості мешкали 823 особи в 317 домогосподарствах у складі 231 родини. Густота населення становила 22 особи/км².  Було 355 помешкань (9/км²).
Расовий склад населення:
| - 95,0 % — білих - 1,0 % — корінних американців - 0,9 % — азіатів - 0,6 % — чорних або афроамериканців - 0,1 % — вихідців з тихоокеанських островів |

До двох чи більше рас належало 2,2 %. Частка іспаномовних становила 1,2 % від усіх жителів.
За віковим діапазоном населення розподілялося таким чином: 23,0 % — особи молодші 18 років, 65,7 % — особи у віці 18—64 років, 11,3 % — особи у віці 65 років та старші. Медіана віку мешканця становила 42,6 року. На 100 осіб жіночої статі у переписній місцевості припадало 105,2 чоловіків;  на 100 жінок у віці від 18 років та старших — 106,5 чоловіків також старших 18 років.
Середній дохід на одне домашнє господарство  становив 60 171 долар США (медіана — 59 158), а середній дохід на одну сім'ю — 59 576 доларів (медіана — 57 772). За межею бідності перебувало 15,9 % осіб, у тому числі 13,8 % дітей у віці до 18 років та 23,9 % осіб у віці 65 років та старших.
Цивільне працевлаштоване населення становило 514 осіб. Основні галузі зайнятості: будівництво — 19,3 %, виробництво — 19,1 %, публічна адміністрація — 17,3 %.